# J&T Banka Prague Open 2019
J&T Banka Prague Open 2019 byl tenisový turnaj pořádaný jako součást ženského okruhu WTA Tour, který se odehrával na třech otevřených antukových dvorcích areálu TK Sparta Praha. Probíhal mezi 29. dubnem až 4. květnem 2019 v české metropoli Praze jako jubilejní desátý ročník turnaje.
Rozpočet turnaje, jenž se řadil do kategorie WTA International, činil 250 000 dolarů. Nejvýše nasazenou hráčkou ve dvouhře se měla stát světová čtyřka Karolína Plíšková z Česka. V den zahájení turnaje se však odhlásila pro nespecifikované virové onemocnění a přibližně měsíc trvající bolesti. Nejvýše postavenou tenistkou tak v soutěži byla lotyšská světová třináctka Anastasija Sevastovová, kterou v úvodním kole vyřadila Ruska Anastasija Potapovová. Jako poslední přímá účastnice do dvouhry nastoupila německá 113. hráčka žebříčku Ruska Natalja Vichljancevová. Nejníže postavenou startující, jež se mohla zúčastnit kvalifikačního turnaje hraného mezi 27. dubnem až 29. dubnem, se stala 393. žena klasifikace Ruska Jana Sizikovová.
S profesionální kariérou se na české půdě rozloučila bývalá světová pětka a grandslamová deblová šampionka Lucie Šafářová, která do čtyřhry nastoupila s Barborou Štefkovou. Původně měla hrát s Američankou Mattekovou-Sandsovou. Divokou kartu do dvouhry přenechala Karolíně Muchové, když se necítila být dostatečně připravená na singlovou soutěž.
Premiérové turnajové vítězství na okruhu WTA Tour vybojovala 21letá švýcarská kvalifikantka Jil Teichmannová, která na událostech WTA poprvé postoupila dále než do druhého kola. Bodový zisk ji premiérově posunul do elitní stovky žebříčku. První trofeje na okruhu WTA Tour vybojovaly ve čtyřhře Ruska Anna Kalinská se Slovenkou Viktórií Kužmovou.

## Distribuce bodů a finančních odměn

### Distribuce bodů
| Soutěž  | vítězky | finalistky | semifinalistky | čtvrtfinalistky | 16 v kole | 32 v kole | Q  | Q3 | Q2 | Q1 |
| ------- | ------- | ---------- | -------------- | --------------- | --------- | --------- | -- | -- | -- | -- |
| dvouhra | 280     | 180        | 110            | 60              | 30        | 1         | 18 | 14 | 10 | 1  |
| čtyřhra | 280     | 180        | 110            | 60              | 1         | —         | —  | —  | —  | —  |

### Finanční odměny
| Soutěž                                | vítězky  | finalistky | semifinalistky | čtvrtfinalistky | 16 v kole | 32 v kole | Q3      | Q2    | Q1    |
| ------------------------------------- | -------- | ---------- | -------------- | --------------- | --------- | --------- | ------- | ----- | ----- |
| dvouhra                               | 43 000 $ | 21 400 $   | 11 300 $       | 5 900 $         | 3 310 $   | 1 925 $   | 1 005 $ | 730 $ | 530 $ |
| čtyřhra                               | 12 300 $ | 6 400 $    | 3 435 $        | 1 820 $         | 960 $     | —         | —       | —     | —     |
| částky ve čtyřhře jsou uváděny na pár |          |            |                |                 |           |           |         |       |       |

## Ženská dvouhra

### Nasazení
| Stát                          | Hráčka                 | WTA | Nasazení |
| ----------------------------- | ---------------------- | --- | -------- |
| Česko                         | Karolína Plíšková      | 4.  | 1.       |
| Lotyšsko                      | Anastasija Sevastovová | 13. | 2.       |
| Čína                          | Wang Čchiang           | 16. | 3.       |
| Rumunsko                      | Mihaela Buzărnescuová  | 30. | 4.       |
| USA                           | Danielle Collinsová    | 32. | 5.       |
| Česko                         | Kateřina Siniaková     | 41. | 6.       |
| Slovensko                     | Viktória Kužmová       | 44. | 7.       |
| Česko                         | Markéta Vondroušová    | 46. | 8.       |
| Česko                         | Barbora Strýcová       | 47. | 9.       |
| Žebříček WTA k 22. dubnu 2019 |                        |     |          |

### Jiné formy účasti

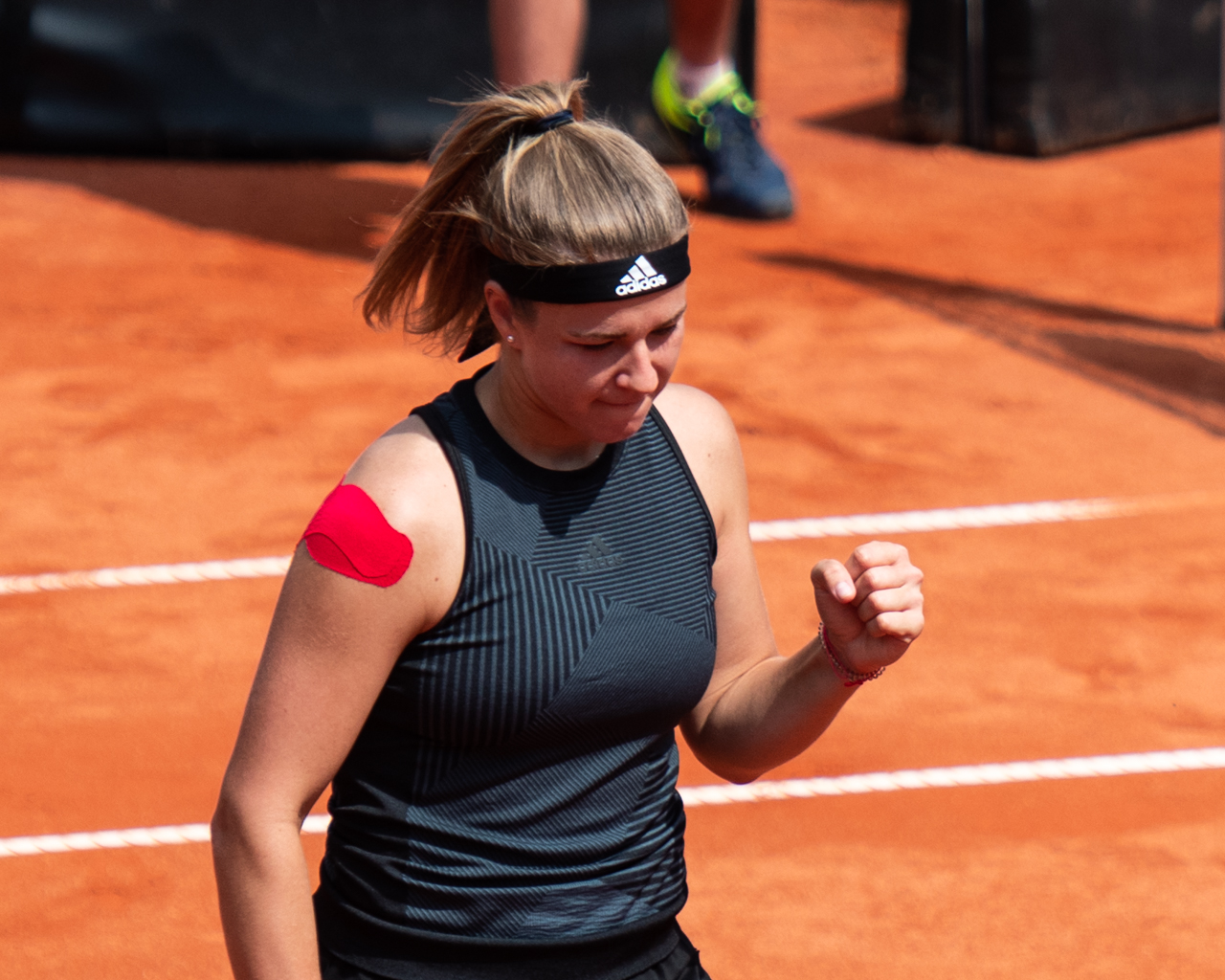
Poražená finalistka Karolína Muchová

Následující hráčky obdržely divokou kartu do hlavní soutěže:
- Jana Čepelová[7]
- Světlana Kuzněcovová[12]
- Karolína Muchová[7]

Následující hráčky postoupily do hlavní soutěže z kvalifikace:
- Barbara Haasová
- Antonia Lottnerová
- Iga Świąteková
- Jil Teichmannová

Následující hráčky postoupily do hlavní soutěže z kvalifikace jako tzv. šťastné poražené:
- Marie Bouzková
- Tamara Korpatschová
- Jasmine Paoliniová

### Odstoupení
před zahájením turnaje
- Belinda Bencicová → nahradila ji  Stefanie Vögeleová
- Camila Giorgiová → nahradila ji  Marie Bouzková
- Věra Lapková → nahradila ji  Mandy Minellaová
- Karolína Plíšková (viróza)[3] → nahradila ji  Jasmine Paoliniová
- Jevgenija Rodinová → nahradila ji  Kristýna Plíšková[13]
- Markéta Vondroušová (viróza)[3] → nahradila ji  Tamara Korpatschová

## Ženská čtyřhra

### Nasazení
| Stát                                                                      | Hráčka              | Stát   | Hráčka              | WTA  | Nasazení |
| ------------------------------------------------------------------------- | ------------------- | ------ | ------------------- | ---- | -------- |
| USA                                                                       | Nicole Melicharová  | Česko  | Květa Peschkeová    | 25.  | 1.       |
| Japonsko                                                                  | Šúko Aojamová       | USA    | Abigail Spearsová   | 74.  | 2.       |
| Česko                                                                     | Barbora Strýcová    | Česko  | Markéta Vondroušová | 101. | 3.       |
| USA                                                                       | Desirae Krawczyková | Mexiko | Giuliana Olmosová   | 123. | 4.       |
| Žebříček WTA k 22. dubnu 2019; číslo je součtem umístění obou členek páru |                     |        |                     |      |          |

### Jiné formy účasti

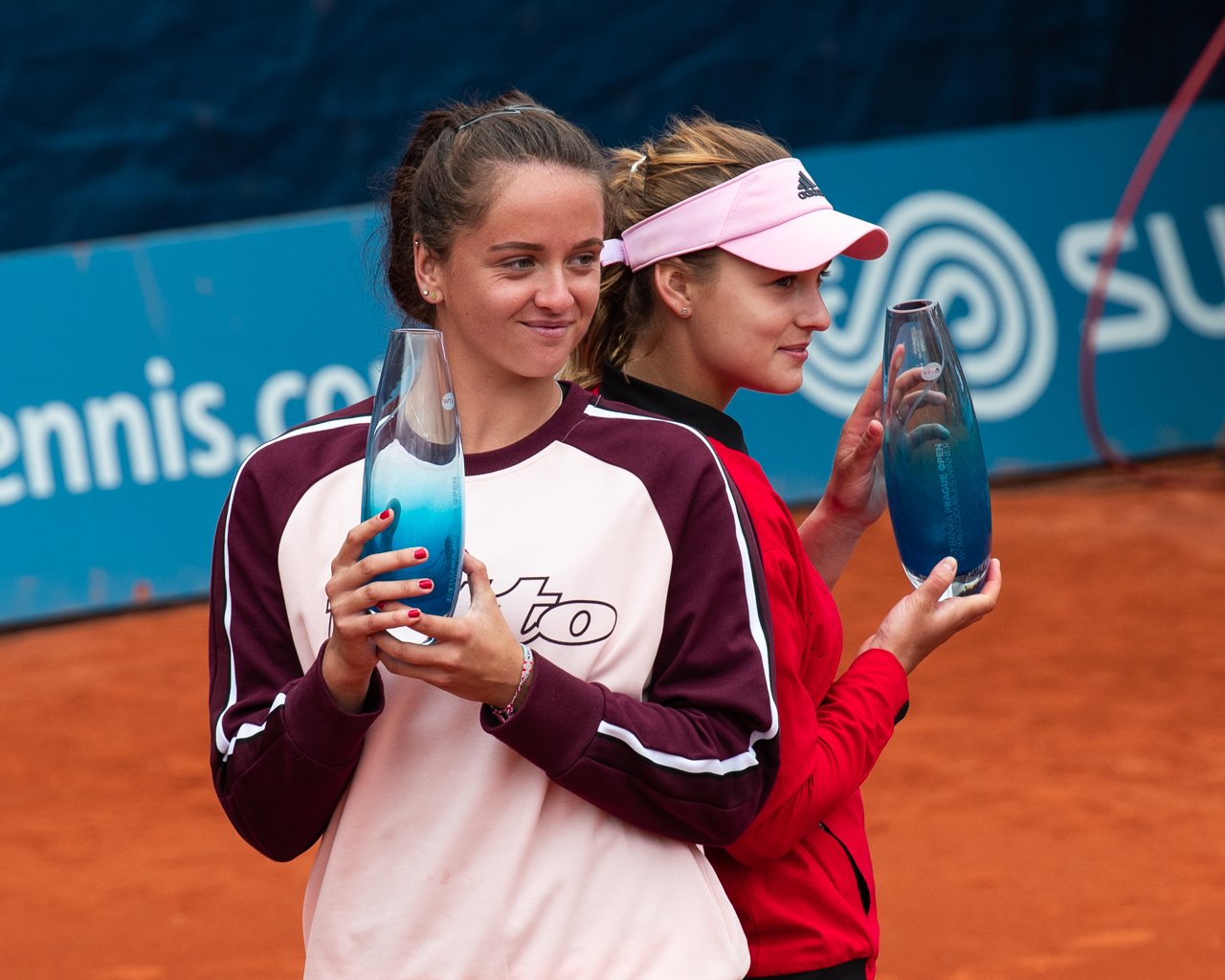
Vítězky čtyřhry Viktória Kužmová (vlevo) a Anna Kalinská

Následující páry obdržely divokou kartu do hlavní soutěže:
- Denisa Allertová /  Tereza Smitková
- Marie Bouzková /  Eva Wacannová

Následující pár nastoupil do hlavní soutěže z pozice náhradníka:
- Alena Fominová /  Jekatěrine Gorgodzeová

### Odstoupení
před zahájením turnaje
- Markéta Vondroušová (viróza)[11]

## Přehled finále

### Ženská dvouhra
- Jil Teichmannová vs.  Karolína Muchová, 7–6(7–5), 3–6, 6–4

### Ženská čtyřhra
- Anna Kalinská /  Viktória Kužmová vs.  Nicole Melicharová /  Květa Peschkeová, 4–6, 7–5, [10–7]

## Galerie

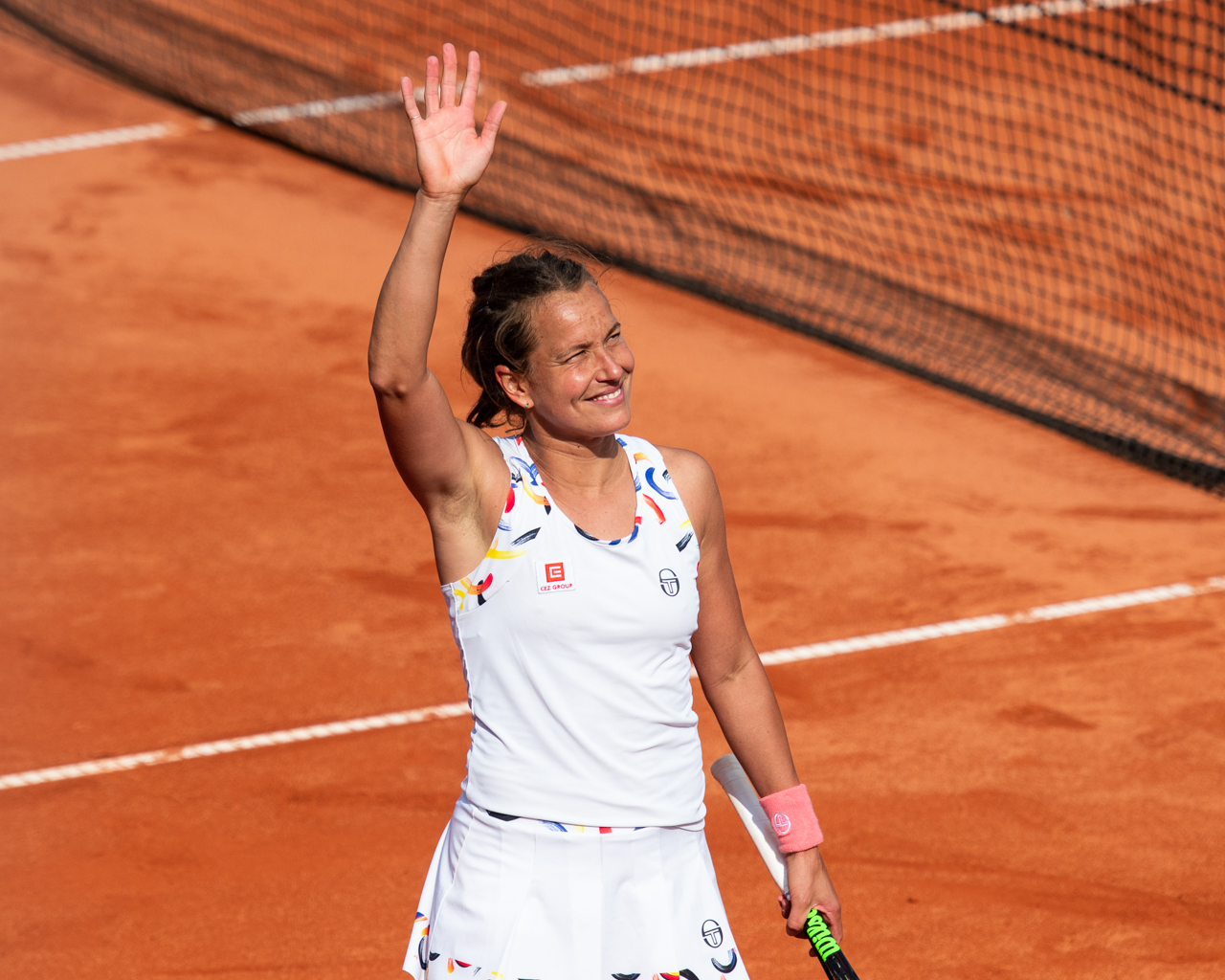
Barbora Strýcová
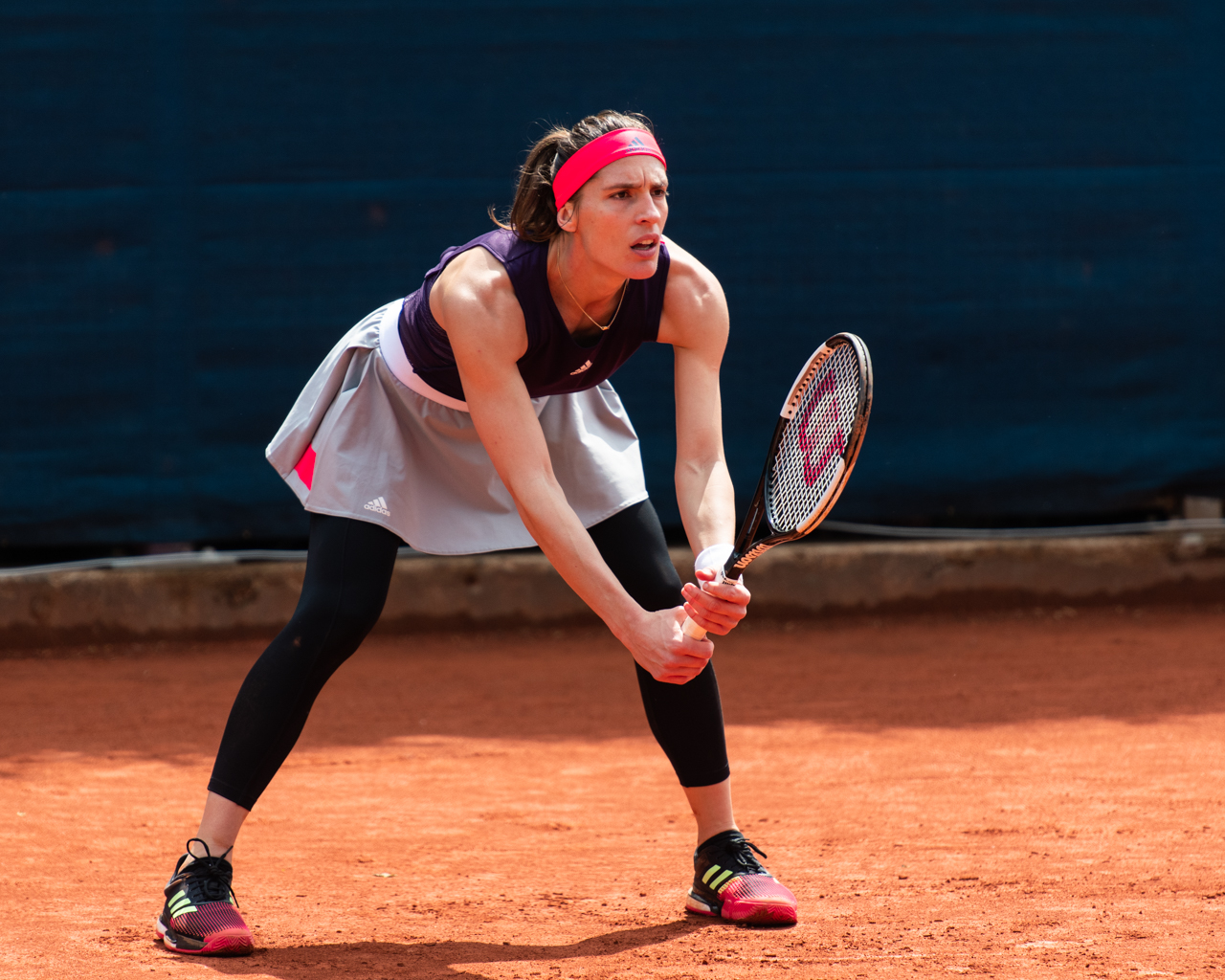
Andrea Petkovicová
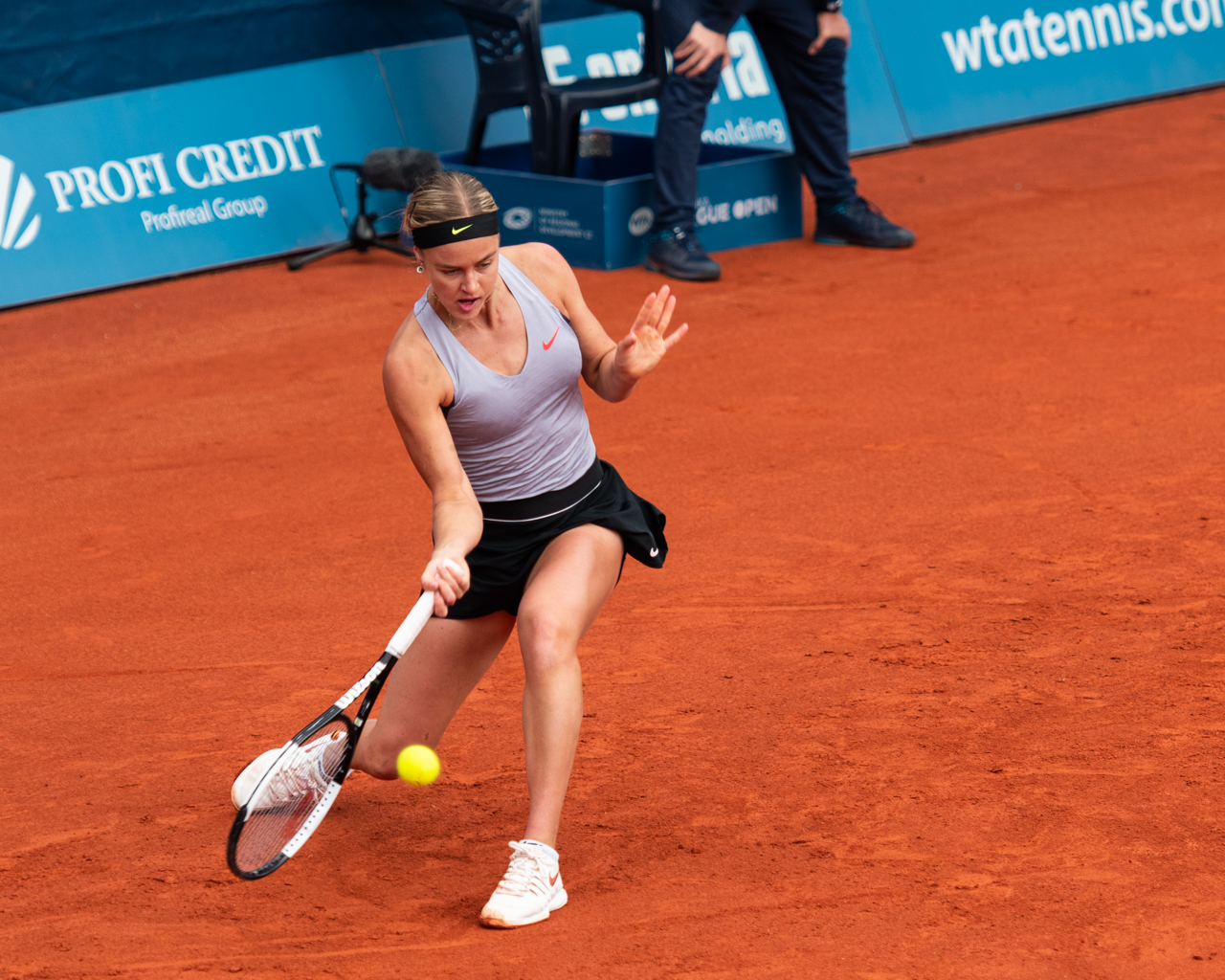
Anna Karolína Schmiedlová
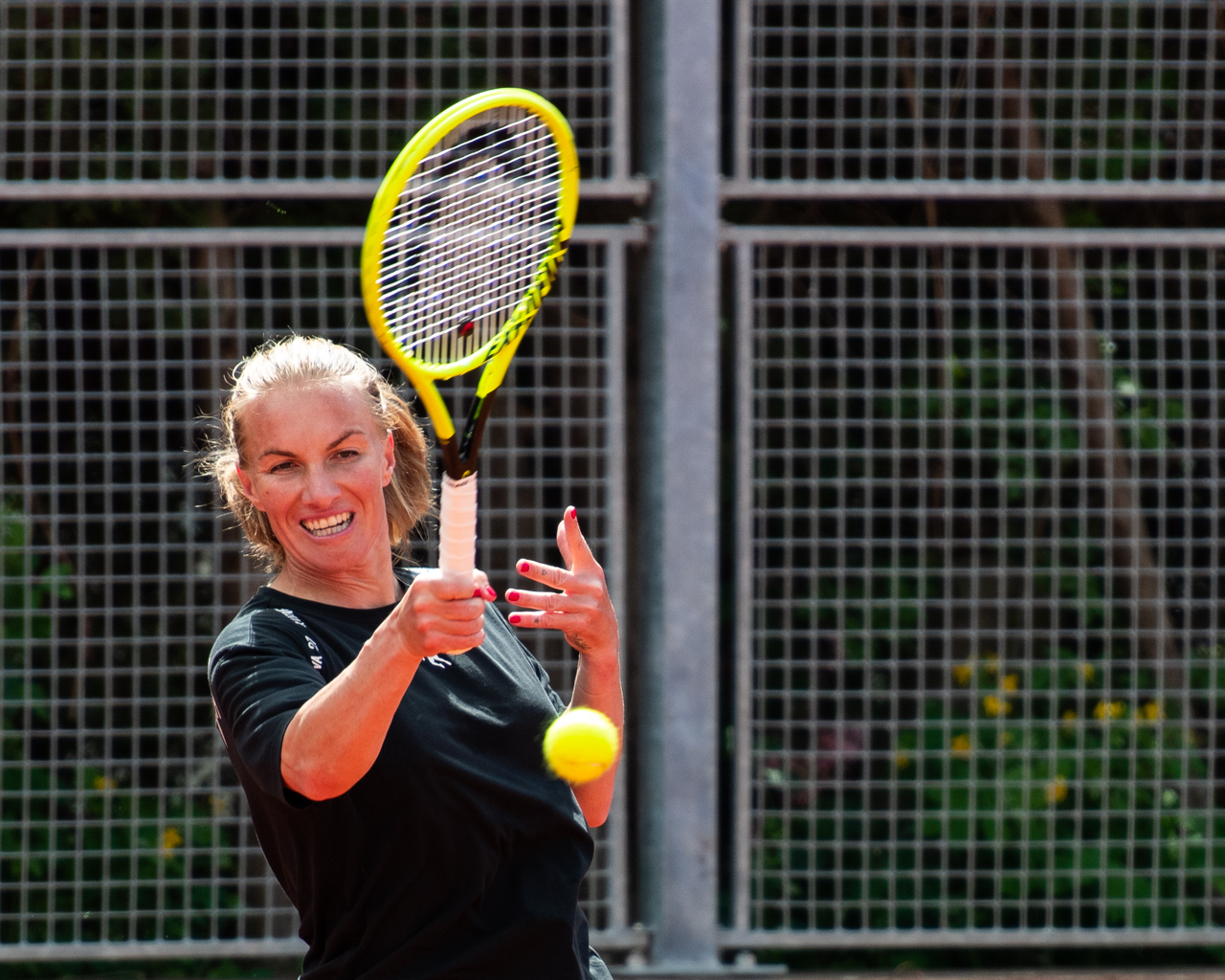
Světlana Kuzněcovová
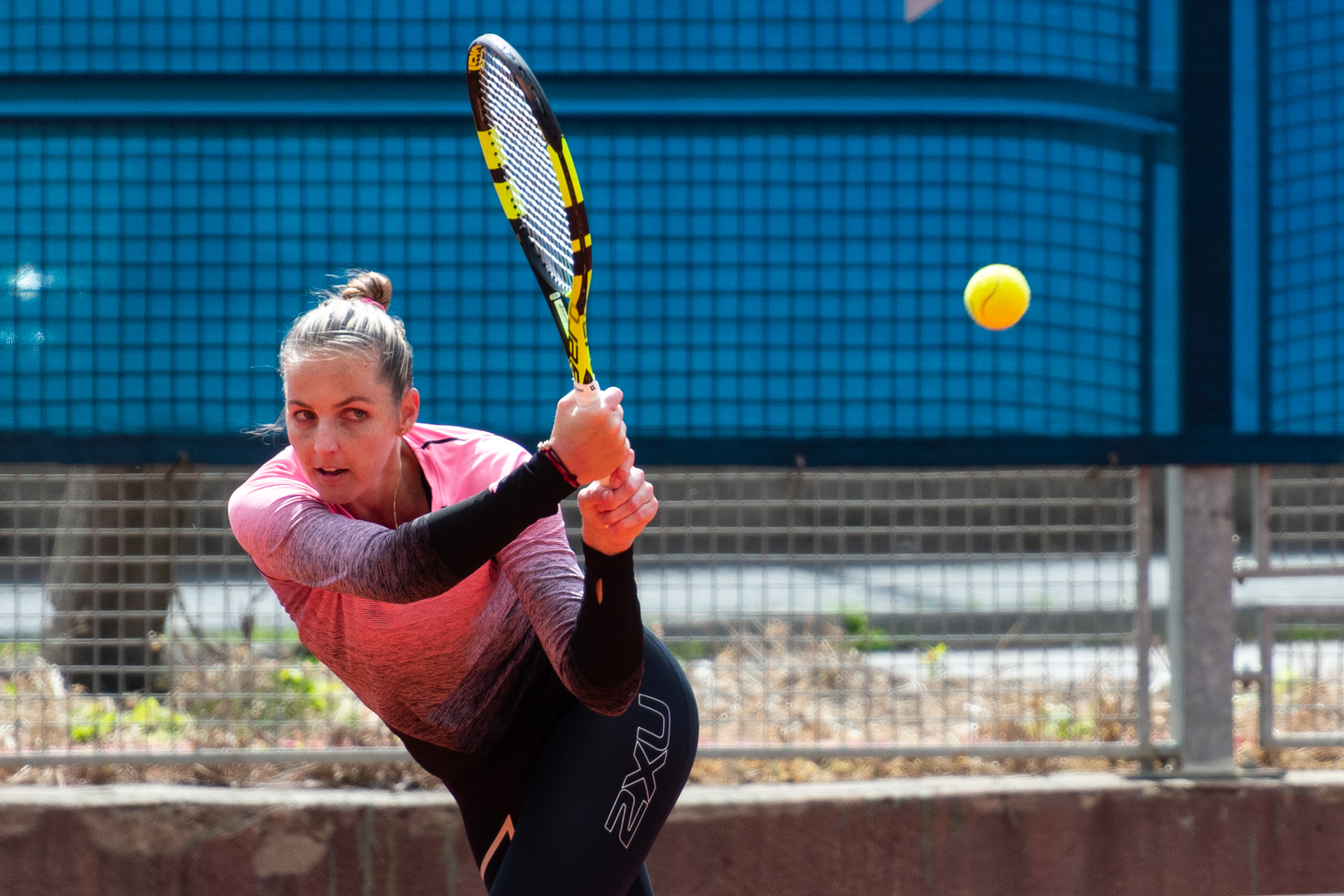
Kristýna Plíšková
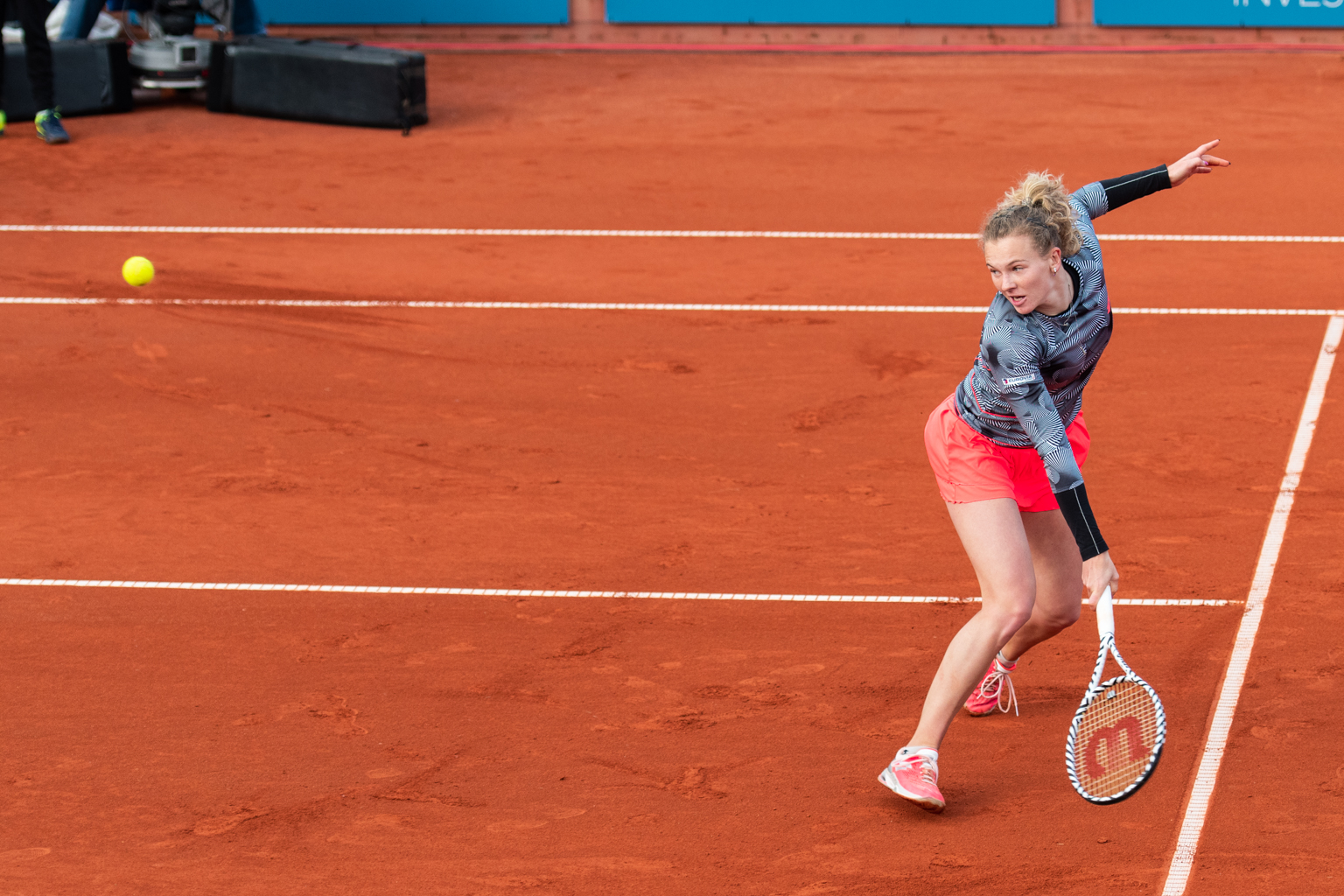
Kateřina Siniaková